# نزف تال للوضع
نزف تالٍ للوضع أو نزف بعد الولادة (بالأنجليزية: Postpartum bleeding) غالبًا ما يُعرّف كفقدان أكثر من 500 ميليلتر أو 1,000 ميليلتر من الدم في غضون الـ 24 ساعة الأولى بعد الولادة. وقد أضاف البعض شرط أن يكون هناك علامات أو أعراض لانخفاض حجم الدم لتتواجد الحالة. وقد تشمل العلامات والأعراض في البداية: زيادة معدل ضربات القلب، وهبوط الضغط الانتصابي، وزيادة معدل التنفس. ومع فقدان المزيد من الدم قد تشعر النساء بالبرد، وقد ينخفض ضغط دمهن، وقد يصابن بالضيق أو اللاوعي. ويمكن أن تحدث هذه الحالة حتى ستة أسابيع بعد الولادة.
السبب الأكثر شيوعا هو ضعف انقباض الرحم بعد الولادة. كما أن عدم إزالة كل المشيمة، أو قطع الرحم، أو ضعف تخثر الدم هي أسباب أخرى محتملة. ويحدث نزف ما بعد الولادة بشكل أكثر شيوعا في أولئك الذين لديهم بالفعل نقص في حجم الدم ، والآسيويون، والذين لديهم أكثر من طفل واحد، والذين يعانون من السمنة المفرطة أو سنهم أكبر من 40 سنة. كما يحدث غالبا بعد الولادة القيصرية، وأولئك الذين يستخدمون الأدوية لبدء الولادة، ومع بضع المهبل.
وتشمل الوقاية تقليل عوامل الخطر المعروفة بما في ذلك الإجراءات المرتبطة بالحالة إن أمكن، وإعطاء الأوكسيتوسين لتحفيز الرحم على الانقباض بعد ولادة الطفل. ويمكن استخدام الميزوبروستول بدلا من الأوكسيتوسين في حالة فقر إعدادات الموارد. وقد تشمل العلاجات: السوائل الوريدية، ونقل الدم، والإرغوتامين لزيادة الانقباض الرحمي. وقد تكون الجهود المبذولة لضغط الرحم باستخدام اليدين فعالة إذا كانت العلاجات الأخرى لا تفيد. كما يمكن ضغط الشريان الأبهر عن طريق الضغط على البطن. وأوصت منظمة الصحة العالمية بملابس غير هوائية مضادة للصدمات تعمل بالهواء المضغوط للمساعدة حتى يتم تنفيذ تدابير أخرى مثل الجراحة. وفي عام 2017، وجدت دراسة ما أن حمض الترانيكساميك يقلل من خطر موت المرأة.
في العالم النامي، ترتبط حوالي 1.2٪ من الولادات بالنزف التالي للوضع، وتتوفي حوالي 3٪ من النساء عند حدوث النزف. وعلى الصعيد العالمي، فإنه يحدث حوالي 8.7 مليون مرة ويؤدي إلى 44,000-86,000 وفاة سنويا، مما يجعله السبب الرئيسي للوفاة أثناء الحمل. وتموت حوالي 0.4 امرأة لكل 100 ألف ولادة من النزف بعد الولادة في المملكة المتحدة، بينما تموت حوالي 150 امرأة لكل 100,000 ولادة في أفريقيا جنوب الصحراء الكبرى. وقد انخفضت معدلات الوفاة بشكل كبير منذ أواخر القرن التاسع عشر في المملكة المتحدة.

## التعريف
يعرف نزف ما بعد الولادة على أنه فقدان أكثر من 500 ميليلتر من الدم بعد الولادة المهبلية أو 1,000 ميليلتر من الدم بعد الولادة القيصرية في غضون الـ 24 ساعة الأولى بعد الولادة.

## العلامات والأعراض
تشمل العلامات والأعراض في البداية: زيادة معدل ضربات القلب، وهبوط الضغط الانتصابي، وزيادة معدل التنفس. ومع فقدان المزيد من الدم قد تشعر النساء بالبرد، وقد ينخفض ضغط دمهن، وقد يصابن بالضيق أو اللاوعي.

## الأسباب
| السبب      | نسبة الحدوث |
| ---------- | ----------- |
| ونى الرحم  | 70%         |
| رضح        | 20%         |
| نسيج محتجز | 10%         |
| تجلط الدم  | 1%          |

- التوتر: ونى الرحم هو عدم قدرة الرحم على الانقباض، مما قد يؤدي إلى نزيف مستمر. وقد يسهم احتباس النسيج المشيمى والعدوى في ونى الرحم. ويعتبر ونى الرحم هو السبب الأكثر شيوعا لنزيف ما بعد الولادة.[9]
- الرضح: إصابة قناة الولادة التي تشمل الرحم، وعنق الرحم، والمهبل، والعجان، والتي يمكن أن تحدث حتى لو تم رصد الولادة بشكل صحيح. ويحدث النزيف؛ لأن كل هذه الأعضاء تصبح أكثر وعائية أثناء الحمل.
- الأنسجة: احتجاز أنسجة المشيمة أو الجنين قد يؤدي إلى النزيف.
- الثرومبين: يحدث النزف عندما يكون هناك فشل في التخثر، مثل الأمراض المعروفة باسم الاعتلال الخثري.

## الوقاية
عادة ما يستخدم الأوكسيتوسين مباشرة بعد ولادة الطفل لمنع النزف التالي للوضع. ويمكن استخدام الميزوبروستول في المناطق التي لا يتوفر فيها الأوكسيتوسين. ولا يقلل ربط الحبل السري في وقت مبكر من المخاطر بل يمكن أن يسبب فقر الدم في الطفل، وبالتالي لا ينصح به عادة.
الإدارة النشطة للمرحلة الثالثة من الولادة هي وسيلة لتقصير المرحلة بين وقت ولادة الطفل ووقت ولادة المشيمة، وهي المرحلة التي تكون فيها الأم معرضة لخطر النزف. وتشمل الإدارة الفعالة إعطاء الدواء الذي يساعد على انقباض الرحم قبل ولادة المشيمة عن طريق سحب الحبل السري بلطف وبطريقة مستمرة مع الضغط التصاعدي على أسفل البطن لدعم الرحم.
وهناك طريقة أخرى للإدارة النشطة، والتي لا يوصى بها الآن وهي الضغط على قاع الرحم. ولم يجد الاستعراض في ذلك الأسلوب أي بحث، كما ينصح بالسيطرة على جذب الحبل السري؛ لأن ضغط قاع الرحم يمكن أن يسبب الألم للأم. ويبدو أن استنزاف الحبل يقصر من مدة المرحلة الثالثة ويقلل من فقدان الدم، ولكن الأدلة حول هذا الموضوع ليست قوية بما يكفي لاستخلاص استنتاجات قوية.
كما يؤدي تحفيز الحلمة والرضاعة الطبيعية إلى إطلاق الأوكسيتوسين الطبيعي في الجسم، ولذلك يعتقد أن تشجيع الطفل على الرضاعة في الحال بعد الولادة قد يقلل من خطر النزف التالي للوضع للأم. ولم يجد الاستعراض الذي بحث في ذلك ما يكفي من البحوث الجيدة ليقول ما إذا كان تحفيز الحلمة يقلل من نزف ما بعد الولادة أم لا. ويلزم إجراء المزيد من البحوث للإجابة على هذا السؤال.

## العلاج

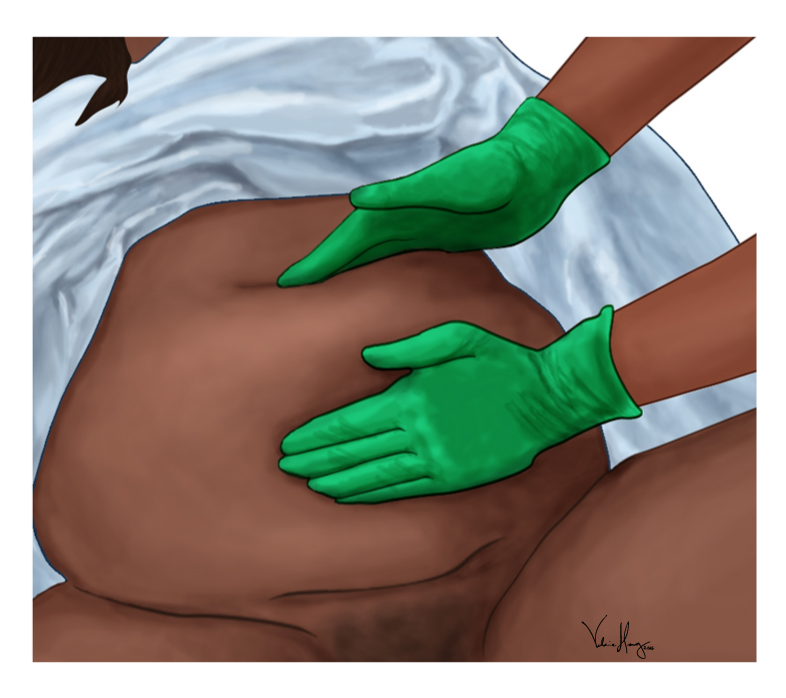
القيام بتدليك الرحم

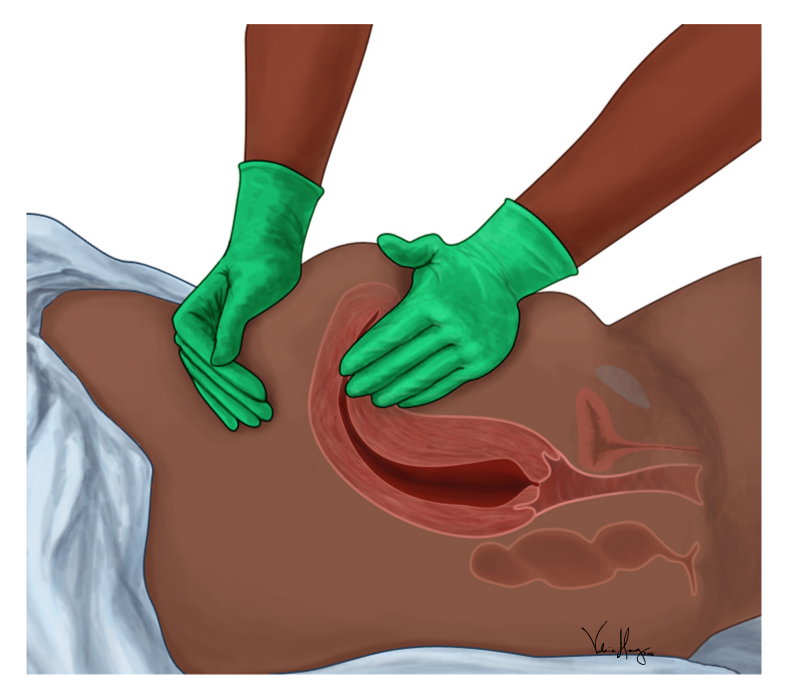
منظر جانبي لتدليك الرحم مع التوضيح تشريحيًا

تدليك الرحم هو خط أول بسيط للعلاج؛ لأنه يساعد الرحم على الانقباض للحد من النزيف. وعلى الرغم من أن الأدلة حول فعالية تدليك الرحم غير حاسمة، إلا أنه من الممارسات الشائعة بعد ولادة المشيمة.

### الأدوية
الأوكسيتوسين عن طريق الوريد هو الدواء المفضل لنزيف ما بعد الولادة. ويمكن أيضا استخدام إرغوتامين.
يساعد الأوكسيتوسين الرحم على الانقباض بسرعة مع استمرار التقلصات لفترة أطول. وذلك هو الخط الأول لعلاج النزف التالي للوضع عندما يكون سببه هو عدم انقباض الرحم بشكل جيد. ويستخدم مزيج من سينتوسينون والإيرغومترين (وهو ما يسمى سينتومترين) عادة كجزء من الإدارة النشطة للمرحلة الثالثة من الولادة. كما يقلل سينتوسينون وحده من خطر النزف التالي للوضع. واستنادا إلى الأبحاث المحدودة المتاحة، فمن غير الواضح ما إذا كان سينتوسينون أو سينتوميترين هو الأكثر فعالية في منع النزف ولكن الآثار السلبية مع سينتومترين أسوأ، مما جعل سينتوسينون هو الخيار الأكثر جاذبية. ويجب حفظ الإرغوميترين باردًا وفي مكان مظلم بحيث يكون آمن للاستخدام، حيث يقلل من خطر النزف بعد الولادة عن طريق تحسين توتر الرحم بالمقارنة مع عدم إعطائه، ولكن لا بد من استخدامه بحذر؛ بسبب تأثيره الذي يرفع ضغط الدم ويسبب الألم فيما بعد.
المزيد من البحوث ستكون مفيدة في تحديد أفضل جرعات من الإرغومترين وسينتوسينون.
تكمن صعوبة استخدام الأوكسيتوسين في أنه يجب أن يبقى أقل من درجة حرارة معينة، مما يتطلب موارد، مثل الثلاجات التي لا تتوفر دائما وخاصة في ظروف منخفضة الموارد. ويمكن استخدام الميزوبروستول عندما لا يتوفر الأوكسيتوسين. فالميزوبروستول لا يحتاج إلى أن يبقى في درجة حرارة معينة، ويبدو البحث في فعاليته في الحد من فقدان الدم واعدا عند مقارنته مع الدواء الوهمي عندما لا يكون من المناسب استخدام الأوكسيتوسين. وقد يسبب الميسوبروستول آثار جانبية غير مرغوب فيها، مثل درجات حرارة الجسم العالية جدا والارتعاش. ويبدو أن الجرعات المنخفضة منه أكثر أمنا وتسبب آثارا جانبية أقل.
ومن طرق إعطاء الأدوية مباشرة في سرير المشيمة والرحم إعطاء الأوكسيتوسين في محلول ملحي في الوريد السري. ولكن كفاءة الأدلة حول هذه التقنية سيئة ولا ينصح بها للاستخدام الروتيني في إدارة المرحلة الثالثة. وهناك حاجة إلى مزيد من البحث للتأكد مما إذا كانت وسيلة فعالة لإعطاء الأدوية المقوية لتوتر الرحم. وهذه الطريقة ليست ضارة كطريقة لعلاج المشيمة المحتجزة، ولكنها لم تظهر فعالية أيضا.
يقلل كاربيتوسين من احتياج النساء لتدليك الرحم أو المزيد من الأدوية المقويه لتوتر الرحم مع الولادة القيصرية مقارنة مع الأوكسيتوسين. ولم يكن هناك فرق في معدلات النزف التالي للولادة لدى النساء اللواتي خضعن لعمليات قيصرية أو النساء اللواتي خضعن للولادات المهبلية عند إعطاء الكاربيتوسين. ويبدو أن الكاربيتوسين يسبب آثارا سلبية أقل. وهناك حاجة إلى مزيد من البحث لمعرفة فعالية استخدام الكربيتوسين بالنسبة لتكلفته.
ويمكن أيضا استخدام حمض الترانيكساميك، وهو دواء لتعزيز تخثر الدم للحد من النزيف والاحتياج لنقل الدم في النساء المعرضات للخطر، ولكن الأدلة حتى عام 2015 لم تكن قوية. ووجدت تجربة أجريت عام 2017 أنه خفض خطر الوفاة من النزيف من 1.9٪ إلى 1.5٪ لدى النساء اللواتي يعانين من نزيف ما بعد الولادة. وكانت الفائدة أكبر مع إعطاء الدواء في غضون ثلاث ساعات.
وفي بعض البلدان، مثل اليابان يتم إعطاء ميثيل إيرغومترين وغيره من العلاجات العشبية بعد توليد المشيمة لمنع النزيف الحاد لأكثر من يوم بعد الولادة. ومع ذلك، لا توجد أدلة كافية تشير إلى أن هذه الأساليب فعالة.

### الجراحة
يمكن استخدام الجراحة إذا فشل العلاج بالأدوية أو في حالة تمزق عنق الرحم أو تمزق الرحم. وقد تشمل الطرق المستخدمة ربط الشريان الرحمي، أو ربط الشريان المبيضي، أو ربط الشريان الحرقفي الداخلي، أو الانصمام الشرياني الانتقائي، أو غرز بي-لينش، أو استئصال الرحم. وينبغي إدارة النزيف الناجم عن أسباب رضية عن طريق الإصلاح الجراحي. وعندما يكون هناك نزيف بسبب تمزق الرحم يمكن إصلاحه، ولكن يكون هناك حاجة لاستئصال الرحم في معظم الوقت.

### الأجهزة الطبية
توصي منظمة الصحة العالمية باستخدام جهاز يسمى الملابس الغير هوائية المضادة للصدمات لاستخدامها في أنشطة الولادة خارج المستشفى، والهدف من ذلك هو تحسين الصدمة في الأم التي تعاني من نزيف التوليد لفترة كافية حتى الوصول إلى المستشفى.

### البروتوكول
تم إدخال بروتوكول إدارة تدريجي مفصل من قِبل رعاية الأمومة التعاونية بكاليفورنيا. ويصف 4 مراحل للنزف بعد الولادة، وتطبيقه يقلل من وفيات الأمهات.
- المرحلة 0: نزف طبيعي - يتم التعامل معها بتدليك قاع الرحم والأوكسيتوسين.
- المرحلة 1: أكثر من النزف الطبيعي - إنشاء مدخل كبير للحقن في الوريد، وجمع المتخصصين، وزيادة الأوكسيتوسين، والنظر في استخدام الميثرجين، وتدليك قاع الرحم، وإعداد وحدتين من خلايا الدم الحمراء المعبأة.
- المرحلة 2: استمرار النزف - التحقق من حالة التخثر، وجمع فريق الاستجابة، والانتقال إلى غرفة العمليات، ووضع بالون داخل الرحم، وإعطاء أدوية إضافية مقوية لتوتر الرحم (الميزوبروستول، كربوبروست تروميثامين)، والنظر في: انسداد الشريان الرحمي، وتوسيع وكحت الرحم، واستكشاف البطن مع عمل غرز ضغط الرحم أو استئصال الرحم.
- المرحلة 3: استمرار النزف - تفعيل بروتوكول نقل الدم المكثف، وحضور أطباء إضافيين، وإعادة فحص الاختبارات المعملية، واستكشاف البطن، والنظر في استئصال الرحم.

ويشير استعراض كوكرين إلى أن الإدارة الفعالة (استخدام الأدوية المقوية لتوتر الرحم، وربط الحبل السري، والسيطرة على جذب الحبل السري) خلال المرحلة الثالثة من المخاض تقلل من النزيف الحاد وفقر الدم. ومع ذلك، وجد الاستعراض أيضا أن الإدارة النشطة تزيد من ضغط دم الأم والغثيان والقيء والألم. وعاد عدد كبير من النساء إلى المستشفى بنزيف مع الإدارة النشطة بعد الخروج من المستشفى، ، كما كان هناك انخفاض في الوزن عند الولادة بسبب انخفاض حجم الدم. وقد نوقشت آثار الربط المبكر للحبل السري على الطفل في استعراض آخر، ووجد أن تأخير ربط الحبل يحسن مخازن الحديد في الرضع على المدى الطويل. وعلى الرغم من أنهم يكونوا أكثر عرضة للحاجة للعلاج بالضوء لعلاج اليرقان، فمن المتوقع أن يكون من المفيد زيادة مخازن الحديد عن طريق تأخير ربط الحبل السري في الأطفال الأصحاء. وبالنسبة للرضع الخدج (الأطفال المولودين قبل 37 أسبوعا)، وجد استعراض بحث أن تأخير ربط الحبل 30-45 ثانية زاد من كمية تدفق الدم إلى الطفل. وذلك أمر مهم؛ لأن زيادة حجم الدم في الطفل يجعله أقل عرضة لتطوير بعض المضاعفات الخطيرة. والكثير من البحوث حول هذا الموضوع قليلة الجودة، ومن المرجح أن تنتج مشاريع بحثية أكبر نتائج أكثر موثوقية.
ووجدت مراجعة كوكرين أخرى تبحث في توقيت إعطاء الأوكسيتوسين كجزء من الإدارة النشطة فوائد مماثلة مع إعطائه قبل أو بعد طرد المشيمة.
ولا توجد أدلة جيدة حول أفضل السبل للتعامل مع نزف ما بعد الولادة الثانوي (الذي يحدث بعد 24 ساعة أو أكثر من الولادة).

## وبائيات
تختلف طرق قياس فقدان الدم المرتبط بالولادة، مما يعقّد مقارنة معدلات الانتشار. وأبلغت المراجعة المنهجية عن أعلى معدلات للنزف التالي للوضع في أفريقيا (27.5٪)، وأدنى معدلات في أوقيانوسيا (7.2٪)، حيث بلغ المعدل الإجمالي العالمي 10.8٪. وكان المعدل في كل من أوروبا وأمريكا الشمالية حوالي 13٪. وكان المعدل أعلى لحالات الحمل المتعددة (32.4٪ مقارنة مع 10.6٪ للحمل الفردي)، وحالات حمل الأمهات لأول مرة (12.9٪ مقارنة مع 10.0٪ للنساء أصحاب حالات حمل لاحقة). وكان المعدل العام للنزف التالي للوضع الشديد (> 1000 مل) أقل بكثير بمعدل إجمالي قدره 2.8٪ مع أعلى معدل له في أفريقيا (5.1٪).

## روابط خارجية
- WHO recommendations for the prevention and treatment of postpartum haemorrhage. Geneva: World Health Organization. 2012. ISBN:9789241548502. مؤرشف من الأصل في 2022-03-22.
- Postpartum hemorrhage and the B-Lynch technique